# Université du Nevada à Reno
Pour les articles homonymes, voir université du Nevada.
L'université du Nevada à Reno est une université américaine située à Reno dans l'État du Nevada.
L'équipe sportive universitaire de l'université est le Wolf Pack du Nevada.

## Historique
Depuis 1967, l'université a dédié un Centre des Études basques.

## Personnalités liées à l'université

### Étudiants
- Colin Kaepernick (né en 1987), joueur de football américain et militant des droits civiques.
- Liu Limin (née en 1976), nageuse chinoise.
- Marion Motley (1920-1999), joueur de football américain.
- Charles Wright (né en 1961), catcheur.

## Culture populaire
Films tournés sur le campus :
- 1944 : Andy Hardy's Blonde Trouble de George B. Seitz
- 1946 : Margie d'Henry King
- 1948 : L'Amour sous les toits (Apartment for Peggy) de George Seaton
- 1949 : Maman est étudiante (Mother Is a Freshman) de Lloyd Bacon
- 1949 : Mr. Belvedere Goes to College d'Elliott Nugent
- 1955 : On ne joue pas avec le crime (5 Against the House) de Phil Karlson
- 1956 : L'Impudique (Hilda Crane) de Philip Dunne